# Xerobion cinae
Xerobion cinae är en insektsart. Xerobion cinae ingår i släktet Xerobion och familjen långrörsbladlöss. Inga underarter finns listade i Catalogue of Life.